# Eugène Starostine
Pour les articles homonymes, voir Starostine.
 (mars 2012).
Si vous disposez d'ouvrages ou d'articles de référence ou si vous connaissez des sites web de qualité traitant du thème abordé ici, merci de compléter l'article en donnant les références utiles à sa vérifiabilité et en les liant à la section « Notes et références ».
Evgueni Vassilievitch Starostine (en russe : Евгений Васильевич Старостин ; né le 4 novembre 1935 à Sol-Iletsk, région d’Orenbourg, Russie, et mort le 23 mars 2011 à Moscou, Russie) est un historien et archiviste russe, expert UNESCO (1994-1995), docteur en histoire (1972) docteur d’état en archivistique, documentation et gestion documentaire (1995), spécialiste éminent en archivistique et en histoire universelle des archives, critique et typologie des sources, histoire de la pensée socio-politique russe, spécialiste de Pierre Kropotkine, expert en restitution des biens culturels.
Professeur titulaire (1992) et directeur de la chaire d'histoire et d'organisation des archives (1981-2011) de l'Institut d'histoire et des archives de l'université d'État des sciences humaines de Moscou (1992-1996).

## Biographie

### Enfance, jeunesse, service militaire
Eugène Starostine, né le 4 novembre 1935 à Sol-Iletsk, petit chef-lieu de district, est le second enfant de Vassili Nikolaevitch Starostine et de Marie Petrovna Mikhaïlova. Son père était alors le président du Comité professionnel de la construction d’une usine d’acier à Magnitogorsk, la fameuse Magnitka, et sa mère, issue de la famille d’un médecin pédiatre très connu et apprécié à Moscou, Piotr Petrovitch Mikhaïlov, était médecin pneumologue. C’est durant l’énorme chantier de la Magnitka, alors qu’ils étaient tous deux en mission, que ses parents se sont rencontrés et mariés.
Au début de la Seconde Guerre mondiale, Vassili Starostine s’engage comme volontaire dans l’Armée rouge et est tué en août 1942 lors de la première bataille de Rjev.
Eugène, alors à l’école primaire, est admis comme orphelin de guerre dans l'école militaire Souvorov à Vladikavkaz. Il y fait ses études secondaires de 1945 à 1956. Il commence à étudier la langue française. L’histoire et la logique sont ses deux disciplines préférées.
Lors de ses classes terminales à l’école militaire Sovorov, puis à l’école d’officier, Eugène Starostine figure parmi les meilleurs élèves. Il pratique à haut niveau plusieurs sports ainsi que le dessin. Il a gardé des souvenirs chaleureux de cette école où il a acquis, outre l’amour et l’intérêt pour son pays, la discipline et des talents d’organisateur.
Sorti de l’école parmi les premiers, il peut choisir le lieu de son affectation, soit l’Extrême-Orient russe. Malgré la beauté de la nature sauvage et une pratique intensive du sport, le jeune lieutenant à l’esprit vif et curieux se lasse très vite de la vie routinière dans l'une des plus petites places fortes militaires. En 1958, profitant des réductions drastiques de l’armée soviétique décidées par le gouvernement, le chef de section E. Starostine démissionne : « mon organisme, libéré pour longtemps des charges intellectuelles, réclamait avec insistance la nourriture de l’esprit », explique-t-il dans son autobiographie écrite en 2011.

### Choix du métier d'historien et d'archiviste
Jeune homme doté de multiples talents, il aurait pu choisir la médecine, comme sa famille lui conseillait, mais il décide de présenter d’autres concours, notamment : l’Institut d’architecture, l’École d’art pour la mémoire de l’année 1905, l’université Lomonossov de Moscou (faculté d’histoire) et l'Institut d'histoire et des archives. Ayant réussi le très difficile concours pour l’université de Moscou et pour l'Institut d'histoire et des archives, il choisit, après quelques semaines d’hésitation, l’Institut des archives, pour lequel il ressent le plus d’affinité intellectuelle.
« Le jour où j’ai vu que mon nom figurait dans la liste des admis, affichée sur la porte vitrée de l’Institut, a été le plus heureux de ma vie. Tout ce qui est arrivé après cela : les soutenances, les titres scientifiques, le doctorat ès lettres et celui d’État découle dans mon esprit de cet évènement fondateur » avoua-t-il dans son interview à Auditoria, journal interne de l'université d'État des sciences humaines de Moscou en 2007 ».
Parallèlement à son admission à MGIAI, Egène Starostine entre au département de la langue française des cours supérieures des langues. Les études à MGIAI et le perfectionnement de son français le mobilisent et réveillent en lui son goût pour la science.

### Formation des centres d'intérêt scientifiques
Le jeune et brillant professeur Sigurd Ottovich Schmidt, promu de l’université Lomonossov, invite l’étudiant Eugène Starostine à la réunion d’un Cercle pour la critique des sources de l’histoire russe, qu’il animait pour les étudiants. Impressionné par la qualité scientifique de l’assemblée, E. Starostine y adhère, mais il fréquente en même temps le Cercle pour l’étude des Lumières en Europe Occidentales animé par la professeur Faina Cohen-Berstein. Les deux centres d’intérêt d’Eugène se croisent naturellement dans le sujet de son mémoire de diplôme : « Kropotkine comme l’historien de la Révolution française ». Le sujet est peu commode à étudier à cette époque, et les archives de MGIAI conservent toujours le procès-verbal du blâme qu’eut l’étudiant Starostine pour s’être trop intéressé à la personnalité et au fonds d’archives du prince Kropotkine ; l’humanisme et l’anarchisme de ce dernier n’en faisait pas un sujet de recherche idéologiquement convenable. Ce fait témoigne de sa capacité à défendre ses principes et ses convictions acquise à l’Institut, mais aussi du courage qui fut toujours le sien pour choisir un sujet de recherche en fonction de son intérêt scientifique et non selon les dictats de l’idéologie dominante.

### Début de la carrière dans l'enseignement supérieur
En 1964, E. Starostine soutient son DESS consacré à Kropotkine sous la direction de Sigurd O. Schmidt, et sa parfaite maîtrise de la langue française lui permet de se faire embauché comme interprète auprès d’un groupe des géologues soviétiques partant pour une année en Guinée. Ce travail offre au jeune spécialiste une occasion de découvrir les archives et les services culturels du Tiers monde.
Après avoir obtenu le diplôme de MGIAI, Eugène Starostine travaille pendant une année comme assistant de direction au ministère soviétique de l’Éducation supérieure, avant de rejoindre le Département d’histoire à la Faculté des élèves étrangers de l’Institut des ponts et chaussées de Moscou (MADI), ou il enseigne en français l’histoire russe aux élèves venant des quatre coins du monde pendant presque dix ans. Maitre de conférences, puis titulaire de la Chaire d’histoire russe à MADI, il ne rompt pas le lien avec son alma-mater puisqu’il y prépare sous la direction de Sigurd O. Schmidt une thèse de doctorat consacré aux « Sources concernant la vie et les activités de Kropotkine ». De surcroit, dès 1966, le jeune chercheur  commence à publier des articles sur les archives, les services culturels, les structures de la recherche et de l’éducation nationale à l’étranger, notamment, au Mali, au Laos, aux États-Unis et en France. Ces publications attirent vite l’attention de la communauté scientifique car leur auteur maîtrisant parfaitement la langue française, met en évidence de façon brillante les points forts et les points faibles de l’organisation des archives et de la culture dans ces différents pays.
Il n’est donc pas surprenant que, lors de la soutenance de son doctorat consacré au prince Kropotkine en mai 1972, le professeur N. Brojstovskaïa l’invite à le rejoindre au Département d'histoire et d'organisation des archives de l'Institut d'histoire et des archives, afin d’enseigner, à ses côtés, l’archivistique étrangère aux futurs archivistes.
« Je ne peux pas dire que l’histoire de l’archivistique m’attirait beaucoup. Je me considérais plus comme un historien de la pensée socio-politique russe et de l’anarchisme, - avouait E. Starostine dans sa biographie écrite en mars 2011, - mais subséquemment j’ai découvert dans ce domaine de connaissance des sujets particulièrement intéressants, dont l’étude faisait appel à une érudition sérieuse et à la maitrise sans faille de la critique des sources. Dans l’étude de l’archivistique étrangère, je me suis concentré sur l’historiographie, la théorie archivistique et les sources de l’histoire russe conservées à l’étranger. »

### Travail à l'Institut d'histoire et des archives (1973-2011)
En janvier 1973, E. Starostine revient en son alma-mater en qualité d’enseignant. Ainsi sa carrière de grand spécialiste soviétique de l’histoire des archives à l’étranger débute.
En 1978, Eugène Starostine suit le Stage Technique International auprès de la Direction des archives de France. Il s’y fait remarquer par ses échanges très fructueux avec Robert-Henri Bautier et par ses interventions sur les archives soviétiques.
En 1981, il est nommé professeur titulaire du Département d'histoire et d'organisation des archives de l'Institut d'histoire et des archives. C’est sous sa direction que la tradition actuelle d’étude de l’archivistique russe et mondiale s’est formée. En 1984, il travaille pendant une année comme expert UNESCO au Laos et en 1988 comme professeur invité à l’université en Belgique. Ses études et ses voyages à l’étranger lui permettent de découvrir les principaux services d’archives d’un certain nombre de pays, mais aussi de connaître personnellement les archivistes, de comprendre l’archivistique occidentale avec ses problèmes et ses succès au quotidien.
Ses publications sur l’histoire de l’archivistique universelle lui ont valu une renommée internationale. Sa connaissance des origines et des évolutions du principe de respect du fonds surprenait même les archivistes français.
Il attire l’attention de la communauté scientifique sur la nécessité d’étudier la façon dont tous les évènements courants et extraordinaires de la vie sont documentés dans les différentes civilisations et il l’appelle cette « fixation de la vie dans les documents » - l’archivologie (le terme original inventé par E V Starostine –note de VT). Il insiste beaucoup dans ses publications sur le fait que, pour l’historien, la connaissance des lacunes dans le fonds qu’il étudie et de leur origine (destruction sauvage, tri réglementaire, conflit armé, catastrophe naturelle, déménagement du service) est aussi importante que la connaissance et la maitrise des sources présentes et disponibles.
Son doctorat d’État est pratiquement prêt à être soutenu quand se déclenche la Perestroïka, qui a posé à l’Institut et au département dont il est responsable de nombreux problèmes qu’il résout. Il se positionne très vite comme un expert en restitution des biens culturels, notamment pour faire revenir dans leur pays d’origine les archives françaises et belges « confisquées » à Moscou. Il intervient également à tous les niveaux pour défendre la filière archives en voie de suppression pour cause de « non-rentabilité ».
Au début de la Perestroïka, il sort de l’ombre les sujets « à risque idéologique » tels que les archives ecclésiastiques en Russie et en URSS, les archives de l’émigration politique russe du XXe siècle et les sources de l’histoire juive aux archives russes, biélorusses et ukrainiennes, les trois pays d’Idishland.
Il a été l’un des fondateurs de l’Association russe des historiens et des archivistes, l’un des rédacteurs de ses statuts et a compté parmi ses membres les plus actifs (notamment pour la section d’archives ecclésiastiques) jusqu’aux derniers jours de sa vie. Au moment de la création de l'université d'État des sciences humaines de Moscou, il est élu directeur de l’Institut d’histoire et des archives par l’ensemble de son personnel. Il dirige l’Institut de 1992 à 1996 travaillant à préserver l’originalité, le personnel, la structure de cette école fondée en 1932 au sein de la nouvelle université. Devenu malgré lui le porte-parole et le chef de file de la « fronde des professeurs » (anciens élèves de l’Institut soucieux de garder son originalité au sein de RGGU) il peut protéger le personnel de l’Institut, préserver l’enseignement des disciplines archivistiques, conserver l’enseignement du soir et par correspondance, aider à la création de la faculté des archives audiovisuelles et technologiques, reconstituer la Faculté de la documentation telle qu’elle était dans les années 1960. C’est aussi sous sa direction que le Centre des recherches en archivistique est fondé à l’Institut et que la publication Les œuvres de l’Institut d’histoire et des archives reprend.
Après sa démission du poste du directeur en 1996, Eugène Starostine se consacre pleinement à la recherche et à l’enseignement. Il donne des cours à l’Institut et dans quelques autres universités en ex-URSS et en Occident. Le département d’histoire et d’organisation des archives reste un centre de pensée archivistique et un lieu d’échange privilégié pour les archivistes de l’ex-URSS tout entier. Des contacts scientifiques permanents ont été établis avec l’École des chartes, l’École du patrimoine, le Conseil international des archives ainsi qu’avec les centres de recherche et les services d’archives en Ukraine, Biélorussie, États-Unis.

### L’œuvre scientifique
L’œuvre scientifique du professeur Starostine compte plus de 200 publications dont des articles, des rapports, des recueils de documents d’archives commentés, des monographies en russe, en ukrainien, en biélorusse, en français, en anglais, en wallon. Dans sa biographie du 14 mars 2011, Eugène Starostine soutient que l’article « La Bible et les archives » publié en 2011 et le Manuel sur les archives de l’église orthodoxe sont les deux éléments les plus importants de son œuvre. Son manuel L’archivistique à l’étranger rédigé à partir de son doctorat d’État a été réimprimé deux fois de son vivant depuis sa première parution en 1991. Depuis 2002 il a coordonné l'identification et la description d'environ 450 fonds d'archives russes relatifs à l’histoire de la France et des Français en Russie, ce travail ayant été mené conjointement par les élèves chartistes et les étudiants de l'Institut d'histoire et des archives. Cette œuvre a été couronnée par la publication d'un Guide dans la collection de l’École nationale des chartes  et présenté pendant le colloque France et français en Russie en janvier 2010.
Il a enseigné l’archivistique à 47 promotions d’archivistes russes et soviétiques. 25 doctorats et 3 doctorats d’État en archivistique aussi bien russe qu’étrangère étaient préparés sous sa direction scientifique par des spécialistes russes, bulgares, ukrainiens, chinois, nord-américains, azerbaïdjanais, mongols.
Au cours des derniers mois de sa vie, E. Starostine préparait le Guide international pour les archives de l’Église orthodoxe en Ukraine, en Biélorussie et en Russie. Le 16 mars 2011 il a présenté à la conférence annuelle de l’association des archivistes russe le rapport sur la modification de son statut.
Il a habité no 96, rue Profsoyouznaïa et décède le 23 mars 2011 à Moscou, après une journée de travail très chargée, et il est enterré au cimetière Khovanskoïe à Moscou.